# 日本のサッカー競技場一覧

日本のサッカー競技場一覧（にほんのサッカーきょうぎじょういちらん）は、日本のサッカー競技に使用される代表的な施設の一覧である。
あくまで「サッカーに使用できる」「サッカーで使用した事がある」施設であり、ここに挙げる施設の多くは陸上競技場である。ここでは「サッカーでの主な使用・実績 → 競技場形状」と言う形で分類して示す。

## 2002 FIFAワールドカップ開催スタジアム
FIFAのワールドカップ規格では、「収容人員4万人以上」「観客席の2/3以上を覆う屋根」などが条件とされている。

### サッカー専用競技場
- 茨城県立カシマサッカースタジアム
- 埼玉スタジアム2002

### サッカー・ラグビー兼用型
- 御崎公園球技場（ノエビアスタジアム神戸）[注 1]

### サッカー・ラグビー・野球兼用型
- 札幌ドーム（大和ハウス プレミストドーム）

### 陸上競技場
- 宮城スタジアム（キューアンドエースタジアムみやぎ）
- 横浜国際総合競技場（日産スタジアム）
- 新潟スタジアム（デンカビッグスワンスタジアム）[注 2]
- 静岡県小笠山総合運動公園 静岡スタジアム（エコパスタジアム）
- 長居陸上競技場（ヤンマースタジアム長居）
- 大分スポーツ公園総合競技場（クラサスドーム大分）[注 3]

## Jリーグ（リーグ戦・カップ戦）開催スタジアム
原則、J1リーグは1万5千人以上、J2リーグは1万人以上の入場可能数（芝生席は観客席とみなさない）、椅子席でJ1は10000席以上、J2は8000席以上の設置が求められる。

### 凡例
- スタジアム正式名称（命名権名称） / 略称 - ホームスタジアムとして使用しているクラブ呼称

### ホームスタジアム
Jリーグのホームスタジアム一覧に基づき、1つのクラブにつき1施設を記載する。

#### サッカー専用競技場
- 八戸市多賀多目的運動場（プライフーズスタジアム） / プラスタ - ヴァンラーレ八戸
- 茨城県立カシマサッカースタジアム / カシマ - 鹿島アントラーズ
- CITY FOOTBALL STATION / CFS - 栃木シティFC
- 埼玉スタジアム2002 / 埼玉 - 浦和レッズ
- さいたま市大宮公園サッカー場（NACK5スタジアム大宮） / NACK - RB大宮アルディージャ
- 日立柏サッカー場（三協フロンテア柏スタジアム）/ 三協F柏 - 柏レイソル
- 藤枝総合運動公園サッカー場 / 藤枝サ - 藤枝MYFC
- 金沢スタジアム（金沢ゴーゴーカレースタジアム） / ゴースタ - ツエーゲン金沢
- 市立吹田サッカースタジアム（パナソニックスタジアム吹田） / パナスタ - ガンバ大阪
- 広島サッカースタジアム（エディオンピースウイング広島） / Eピース - サンフレッチェ広島
- 鳥取市営サッカー場（Axisバードスタジアム） / Axis - ガイナーレ鳥取
- 今治里山スタジアム（アシックス里山スタジアム） / アシさと - FC今治
- PEACE STADIUM Connected by SoftBank / ピースタ - V・ファーレン長崎
- 新富テゲバサッカースタジアム（いちご宮崎新富サッカー場） / いちご - テゲバジャーロ宮崎

#### サッカー・ラグビー兼用型
- 仙台スタジアム（ユアテックスタジアム仙台） / ユアスタ - ベガルタ仙台
- いわきグリーンフィールド（ハワイアンズスタジアムいわき） / ハワスタ - いわきFC
- 千葉市蘇我球技場（フクダ電子アリーナ） / フクアリ - ジェフユナイテッド千葉
- 三ツ沢公園球技場（ニッパツ三ツ沢球技場） / ニッパツ - 横浜FC
- 南長野運動公園総合球技場（長野Uスタジアム） / 長野U - AC長野パルセイロ
- 長野県松本平広域公園総合球技場（サンプロ アルウィン） / 松本 - 松本山雅FC
- 静岡市清水日本平運動公園球技場（IAIスタジアム日本平） / アイスタ - 清水エスパルス
- ヤマハスタジアム / ヤマハ - ジュビロ磐田
- 豊田スタジアム / 豊田ス - 名古屋グランパス
- 京都府立京都スタジアム（サンガスタジアム by KYOCERA） / サンガS - 京都サンガF.C.
- 長居球技場（ヨドコウ桜スタジアム） / ヨドコウ - セレッソ大阪
- 東大阪市花園ラグビー場 / 花園 - FC大阪
- 御崎公園球技場（ノエビアスタジアム神戸） / ノエスタ - ヴィッセル神戸
- 北九州スタジアム（ミクニワールドスタジアム北九州） / ミクスタ - ギラヴァンツ北九州
- 東平尾公園博多の森球技場（ベスト電器スタジアム） / ベススタ - アビスパ福岡
- 鳥栖スタジアム（駅前不動産スタジアム） / 駅スタ - サガン鳥栖

#### サッカー・ラグビー・野球兼用型
- 札幌ドーム（大和ハウス プレミストドーム） / プレド - 北海道コンサドーレ札幌

#### 陸上競技場
- 秋田市八橋運動公園陸上競技場（ソユースタジアム） / ソユスタ - ブラウブリッツ秋田
- 山形県総合運動公園陸上競技場（NDソフトスタジアム山形） / NDスタ - モンテディオ山形
- 福島県営あづま陸上競技場（とうほう・みんなのスタジアム） / とうスタ - 福島ユナイテッドFC
- 水戸市立競技場（ケーズデンキスタジアム水戸） / Ksスタ - 水戸ホーリーホック
- 栃木県総合運動公園陸上競技場（カンセキスタジアムとちぎ） / カンスタ - 栃木SC
- 群馬県立敷島公園県営陸上競技場（正田醤油スタジアム群馬） / 正田スタ - ザスパ群馬
- 東京スタジアム（味の素スタジアム） / 味スタ - FC東京、東京ヴェルディ
- 町田市立陸上競技場（町田GIONスタジアム） / Gスタ - FC町田ゼルビア
- 等々力陸上競技場（Uvanceとどろきスタジアム by Fujitsu） / U等々力 - 川崎フロンターレ
- 横浜国際総合競技場（日産スタジアム） / 日産ス - 横浜F・マリノス
- 相模原麻溝公園競技場（相模原ギオンスタジアム） / ギオンス - SC相模原
- 平塚競技場（レモンガススタジアム平塚） / レモンS - 湘南ベルマーレ
- 山梨県小瀬スポーツ公園陸上競技場（JIT リサイクルインク スタジアム） / JITス - ヴァンフォーレ甲府
- 新潟スタジアム（デンカビッグスワンスタジアム） / デンカS - アルビレックス新潟
- 富山県総合運動公園陸上競技場 / 富山 - カターレ富山
- 愛鷹広域公園多目的競技場 / 愛鷹 - アスルクラロ沼津
- 岐阜メモリアルセンター長良川競技場 / 長良川 - FC岐阜
- 奈良市鴻ノ池陸上競技場（ロートフィールド奈良） / ロートF - 奈良クラブ
- 岡山県総合グラウンド陸上競技場（JFE晴れの国スタジアム） / JFEス - ファジアーノ岡山
- 維新百年記念公園陸上競技場（維新みらいふスタジアム） / みらスタ - レノファ山口FC
- 徳島県鳴門総合運動公園陸上競技場（鳴門・大塚スポーツパークポカリスエットスタジアム） / 鳴門大塚 - 徳島ヴォルティス
- 香川県立丸亀競技場（Pikaraスタジアム） / ピカスタ - カマタマーレ讃岐
- 愛媛県総合運動公園陸上競技場（ニンジニアスタジアム） / ニンスタ - 愛媛FC
- 高知県立春野総合運動公園陸上競技場  / 高知陸 - 高知ユナイテッドSC
- 熊本県民総合運動公園陸上競技場（えがお健康スタジアム） / えがおS - ロアッソ熊本
- 大分スポーツ公園総合競技場（クラサスドーム大分） / クラド - 大分トリニータ
- 鹿児島県立鴨池陸上競技場（白波スタジアム） / 白波スタ - 鹿児島ユナイテッドFC
- 沖縄県総合運動公園陸上競技場 / 沖縄県陸 - FC琉球

### ホームスタジアム以外

#### サッカー専用競技場
- Jヴィレッジスタジアム / Jスタ
- 郡山西部サッカー場（仙台大学サッカーフィールド郡山） / 郡山
- 国立西が丘サッカー場（味の素フィールド西が丘） / 味フィ西
- YAJINスタジアム（オールガイナーレYAJINスタジアム） / ヤジン
- ありがとうサービス. 夢スタジアム / 夢スタ

#### サッカー・ラグビー兼用型
- 盛岡南公園球技場（いわぎんスタジアム） / いわスタ
- 秋田市八橋運動公園球技場（秋田スポーツPLUS・ASPスタジアム） / A-スタ
- 栃木県グリーンスタジアム / 栃木グ
- 群馬県立敷島公園サッカー・ラグビー場（アースケア敷島サッカー・ラグビー場） / 群馬サ
- 秩父宮ラグビー場 / 秩父宮
- 遠州灘海浜公園球技場 / 浜松
- テクノポート福井スタジアム / 福井
- 名古屋市瑞穂公園ラグビー場（パロマ瑞穂ラグビー場） / 瑞穂球
- 名古屋市港サッカー場（CSアセット港サッカー場） / CS港
- 長良川球技メドウ（新日本ガス球技メドウ） / 長良川球
- 三重県営鈴鹿スポーツガーデン サッカー・ラグビー場（三重交通G スポーツの杜 鈴鹿 サッカー・ラグビー場） / 鈴鹿

#### 陸上競技場
- 札幌厚別公園競技場 / 札幌厚別
- 千代台公園陸上競技場 / 函館
- 入江運動公園陸上競技場（日鋼室蘭スポーツパーク） / 室蘭
- 青森県総合運動公園陸上競技場 / 青森
- 岩手県営運動公園陸上競技場（純情産地いわてトラフィール） / 岩手
- 北上総合運動公園陸上競技場（ウエスタンデジタルスタジアムきたかみ） / 北上
- 宮城スタジアム（キューアンドエースタジアムみやぎ） / Qスタ
- 仙台市陸上競技場（弘進ゴム アスリートパーク仙台） / 仙台陸
- 山形市陸上競技場 / 山形市
- 鶴岡市小真木原陸上競技場 / 鶴岡
- あいづ陸上競技場 / あいづ
- 日立市民運動公園陸上競技場 / 日立市
- 笠松運動公園陸上競技場（水戸信用金庫スタジアム） / 笠松
- ひたちなか市総合運動公園陸上競技場 / ひたちな
- 足利市総合運動場陸上競技場（足利ガスグラウンド） / 足利陸
- 太田市運動公園陸上競技場 /太田
- 熊谷スポーツ文化公園陸上競技場 / 熊谷陸
- 川越運動公園陸上競技場 / 川越
- 鴻巣市立陸上競技場 / 鴻巣
- さいたま市駒場スタジアム（浦和駒場スタジアム） / 駒場
- 千葉県総合スポーツセンター陸上競技場 / 千葉
- 柏の葉公園総合競技場 / 柏の葉
- 市原緑地運動公園臨海競技場（ゼットエーオリプリスタジアム） / オリプリ
- 江東区夢の島陸上競技場 / 夢の島
- スピアーズえどりくフィールド（江戸川区陸上競技場） / 江戸川
- 国立霞ヶ丘競技場陸上競技場 / 国立
- 国立競技場 / 国立
- 駒沢オリンピック公園総合運動場陸上競技場 / 駒沢
- 三ツ沢公園陸上競技場 / 三ツ沢陸
- 韮崎中央公園陸上競技場 / 韮崎中央
- 山梨県富士北麓公園陸上競技場（富士山の銘水スタジアム） / 富士北麓
- 長野市営陸上競技場 / 長野
- 佐久総合運動公園陸上競技場 / 佐久
- 新潟市陸上競技場 / 新潟陸
- 魚津桃山運動公園 / 魚津桃山
- 石川県西部緑地公園陸上競技場 / 石川西部
- 静岡県草薙総合運動場陸上競技場 / 草薙陸
- 静岡県小笠山総合運動公園 静岡スタジアム（エコパスタジアム） / エコパ
- 名古屋市瑞穂公園陸上競技場（パロマ瑞穂スタジアム） / パロ瑞穂
- 大垣市浅中公園総合グラウンド陸上競技場 / 大垣
- 皇子山陸上競技場 / 皇子山
- 京都市西京極総合運動公園陸上競技場兼球技場（たけびしスタジアム京都） / たけびし
- 万博記念競技場 / 万博
- 長居陸上競技場（ヤンマースタジアム長居） / ヤンマー
- 長居第2陸上競技場（ヤンマーフィールド長居） / ヤンマーフィー
- 神戸総合運動公園ユニバー記念競技場 / 神戸ユ
- 兵庫県立三木総合防災公園陸上競技場 / 三木陸
- 紀三井寺運動公園陸上競技場 - 紀三井寺
- 岡山県津山陸上競技場 / 津山
- 広島広域公園陸上競技場（ホットスタッフフィールド広島） / ホトフィ
- 広島県総合グランドメインスタジアム（Balcom BMW Stadium） / 広島ス
- 福山市竹ヶ端運動公園陸上競技場（福山通運ローズスタジアム） / 福山
- 広島県立びんご運動公園陸上競技場（ダッシュこざかなくん 陸上競技場） / びんご
- 下関市営下関陸上競技場（セービング陸上競技場） / SV下関
- 高松市屋島競技場（屋島レクザムフィールド） / レクザム
- 北九州市立本城陸上競技場（黒崎播磨陸上競技場 in HONJO） / 本城
- 東平尾公園博多の森陸上競技場 / 博多陸
- SAGAサンライズパーク陸上競技場（SAGAスタジアム） / サガスタ
- 長崎県立総合運動公園陸上競技場（トランスコスモススタジアム長崎） / トラスタ
- 長崎市総合運動公園陸上競技場（ベネックス総合運動公園 かきどまり陸上競技場） / 長崎市
- 熊本市水前寺競技場 / 水前寺
- 大分市営陸上競技場（ジェイリーススタジアム） / 大分陸
- 佐伯市総合運動公園陸上競技場（佐伯中央病院陸上競技場） / 佐伯
- 宮崎市生目の杜運動公園陸上競技場 / 生目の杜
- 沖縄市陸上競技場 / 沖縄市陸

## JFL開催スタジアム

### サッカー専用競技場
- 八戸市多賀多目的運動場（プライフーズスタジアム） / プラスタ
- 由利本荘市西目カントリーパークサッカー場 / 秋田西目
- 七ヶ浜サッカースタジアム / 七ヶ浜
- 茨城県立カシマサッカースタジアム / カシマ
- 古河市立古河市サッカー場 / 古河
- CITY FOOTBALL STATION / CFS
- 第一カッターフィールド（習志野市秋津サッカー場） / D1秋津
- 味の素フィールド西が丘（国立西が丘サッカー場） / 味フィ西
- 神奈川県立保土ケ谷公園サッカー場 / 保土ケ谷
- Honda都田サッカー場 / 都田
- 堺市立サッカー・ナショナルトレーニングセンター（J-GREEN堺） / J-G堺メイン
- 島根県立サッカー場 / 島根サ
- いちご宮崎新富サッカー場（新富テゲバサッカースタジアム） / いちご

### サッカー・ラグビー兼用型
- 新青森県総合運動公園球技場 / 新青森球
- いわぎんスタジアム・A・Bグラウンド（盛岡南公園球技場・A・Bグラウンド） / いわスタA・B
- セイホクパーク石巻 石巻フットボール場 / 石巻フ
- みやぎ生協めぐみ野フットボール場（宮城県サッカー場）A・Bグラウンド / めぐみA・B
- ユアテックスタジアム仙台（仙台スタジアム） / ユアスタ
- 栃木県グリーンスタジアム / 栃木グ
- フクダ電子アリーナ（千葉市蘇我球技場） / フクアリ
- テクノポート福井スタジアム / 福井
- 藤枝市民グラウンドサッカー場
- 豊橋市民球技場 / 豊橋球技
- 豊橋市岩田総合球技場
- CSアセット港サッカー場（名古屋市港サッカー場） / CSア港
- 三重交通G スポーツの杜 鈴鹿サッカー・ラグビー場（三重県営鈴鹿スポーツガーデン） / 三交鈴鹿
- 岡山県美作ラグビー・サッカー場 / 美作サ
- 香川県総合運動公園サッカー・ラグビー場
- 高知県立春野総合運動公園球技場 / 春野球
- スポーツパークさかわ / 高知佐川
- クラサスサッカー・ラグビー場(大分スポーツ公園サッカー・ラグビー場)Aコート / クラサA
- 永添運動公園(天然芝グラウンド) / 大分中津
- いちご宮崎新富サッカー場（新富テゲバサッカースタジアム） / いちご

### サッカー・ラグビー・野球兼用型
- 仁賀保総合運動公園多目的広場 / 仁賀保

### 陸上競技場
- カクヒログループ アスレチックスタジアム(新青森県総合運動公園陸上競技場) / カクスタ
- 八戸市東陸上競技場 / 八戸東陸
- 五戸町ひばり野陸上競技場 / 五戸陸
- 青森県総合運動公園陸上競技場 / 青森陸
- 弘前市運動公園 / 弘前陸
- むつ運動公園陸上競技場 / むつ
- 純情産地いわてトラフィール（岩手県営運動公園陸上競技場） / 純情TF
- ウエスタンデジタルスタジアムきたかみ（北上総合運動公園陸上競技場） / ウエスタ
- キューアンドエースタジアムみやぎ（宮城スタジアム） / 宮城ス
- 弘進ゴム アスリートパーク仙台（仙台市陸上競技場） / 仙台市陸
- 角田市陸上競技場 / 角田
- 東北電力名取スポーツパーク愛島競技場 / 愛島陸（2011年3月閉場）
- ひたちなか市総合運動公園陸上競技場 / ひたちなか
- 流通経済大学龍ケ崎フィールド（龍ケ崎市陸上競技場たつのこフィールド） / 龍ケ崎
- 古河市広域中央運動公園陸上競技場 / 広域中央
- 小山運動公園陸上競技場兼サッカー場 / 小山
- カンセキスタジアムとちぎ（栃木県総合運動公園陸上競技場） /栃木陸
- 足利市総合運動場陸上競技場 / 足利陸
- 高崎市浜川競技場 /浜川
- 前橋総合運動公園群馬電工陸上競技・サッカー場（前橋総合運動公園陸上競技・サッカー場） / 前橋
- ゼットエーオリプリスタジアム（市原緑地運動公園臨海競技場） / ＺＡ市原
- 重兵衛スポーツフィールド陸上競技場（中台運動公園陸上競技場） / 成田中台
- 柏の葉公園総合競技場 / 柏の葉
- 千葉県総合スポーツセンター東総運動場陸上競技場 / 東総
- 鴨川陸上競技場 / 鴨川
- 東金アリーナ陸上競技場 / 東金
- 青葉の森スポーツプラザ 陸上競技場 / 青葉の森
- AGFフィールド（東京スタジアム西競技場） / 味スタ西
- 江東区夢の島陸上競技場 / 夢の島
- 国立霞ヶ丘陸上競技場 / 国立（2014年5月閉場）
- 国立競技場 / 国立
- 駒沢オリンピック公園総合運動場陸上競技場 / 駒沢
- 武蔵野市立武蔵野陸上競技場 / 武蔵野
- 多摩市陸上競技場 / 多摩
- 大和市営大和スポーツセンター競技場（大和なでしこスタジアム） / 大和
- 綾瀬市民スポーツセンター陸上競技場 / 綾瀬
- 飯田市松尾総合運動場 / 飯田
- 津幡運動公園陸上競技場 / 津幡
- 松任総合運動公園陸上競技場 / 白山
- 七尾市城山陸上競技場 / 七尾
- 静岡県小笠山総合運動公園 静岡スタジアム（エコパスタジアム） / エコパ
- 御殿場市陸上競技場 / 御殿場
- 愛鷹広域公園多目的競技場 / 愛鷹
- 富士市総合運動公園陸上競技場 / 富士
- 裾野市運動公園陸上競技場 / 裾野
- 豊田市運動公園陸上競技場 / 豊田陸
- マルヤス岡崎龍北スタジアム / マルヤス龍北
- 豊橋市岩田総合球技場 / 豊橋
- ウェーブスタジアム刈谷（刈谷市総合運動公園多目的グラウンド） / 刈谷
- パロマ瑞穂北陸上競技場（名古屋市瑞穂公園北陸上競技場） / 瑞穂北
- LA・PITA東員スタジアム（東員町スポーツ公園陸上競技場） / ラピスタ
- 四日市市中央陸上競技場 / 四日市
- AGF鈴鹿陸上競技場石垣池公園陸上競技場 / AGF鈴鹿
- 上野運動公園競技場 / 上野競
- SGホールディングスグループ健康保険組合守山陸上競技場 / 佐川守山
- 湖南市市民グラウンド陸上競技場 / 湖南
- 平和堂HATOスタジアム（彦根総合スポーツ公園陸上競技場） / HATOスタ
- 東近江市総合運動公園布引陸上競技場（布引グリーンスタジアム） / 東近江
- 甲賀市陸上競技場（甲賀市水口スポーツの森陸上競技場） / 甲賀
- 皇子山陸上競技場 / 皇子山
- たけびしスタジアム京都（京都市西京極総合運動公園陸上競技場兼球技場） / たけびし
- 京都府立山城総合運動公園太陽が丘陸上競技場 / 太陽が丘
- ヤンマースタジアム長居（長居陸上競技場） / ヤンマースタ
- ヤンマーフィールド長居（長居第2陸上競技場） / ヤンマーフィー
- 万博記念競技場 / 万博
- 枚方市立陸上競技場（たまゆら陸上競技場） / たまりく
- 服部緑地陸上競技場 / 服部陸
- 兵庫県立三木総合防災公園陸上競技場 / 三木陸上
- 奈良県立橿原公苑陸上競技場 / 奈良橿原
- JFE晴れの国スタジアム（岡山県総合グラウンド陸上競技場）
- 岡山県津山陸上競技場 / 津山
- 呉市総合スポーツセンター陸上競技場 / ミツトヨ
- どらやきドラマチックパーク米子陸上競技場（米子市営東山陸上競技場） / どらパー
- 松江市営陸上競技場 / 松江
- 出雲健康公園多目的運動場 / 出雲健康
- 島根県立浜山公園陸上競技場 / 出雲
- 高知県立春野総合運動公園陸上競技場 / 春野陸
- 宿毛市総合運動公園陸上競技場 / 宿毛陸
- 佐世保市総合グラウンド陸上競技場 / 佐世保
- 島原市営陸上競技場 / 島原陸上
- クラサスドーム大分（大分スポーツ公園総合競技場） / クラド
- ジェイリーススタジアム（大分市営陸上競技場） / JLスタ
- 佐伯中央病院陸上競技場(佐伯市総合運動公園陸上競技場) / 大分佐伯
- 日田市陸上競技場 / 日田
- ひなた宮崎県総合運動公園ひなた陸上競技場 / 宮崎県
- 宮崎市生目の杜運動公園陸上競技場 / 宮崎市
- 小林総合運動公園市営陸上競技場 / 宮崎小林
- 延岡市西階総合運動公園陸上競技場 / 延岡西階
- 串間市総合運動公園 / 宮崎串間
- 都農町藤見公園陸上競技場 / 都農
- 沖縄県総合運動公園陸上競技場 / 沖縄県陸
- 沖縄市陸上競技場 / 沖縄市陸
- 北谷公園陸上競技場 / 沖縄北谷
- 西原町民陸上競技場 / 沖縄西原
- 糸満市西崎運動公園陸上競技場 / 糸満西崎
- 南風原町黄金森公園陸上競技場 / 南風原
- 読谷村陸上競技場 / 沖縄読谷

## WEリーグ・なでしこリーグ（リーグ戦・カップ戦）開催スタジアム

### サッカー専用競技場
- 札幌サッカーアミューズメントパーク / 札幌ア
- 松島フットボールセンター / 松島フ
- Jヴィレッジスタジアム / Jスタ
- ナショナルトレーニングセンター Jヴィレッジ天然芝ピッチ / Jヴィレ
- 郡山西部サッカー場 / 郡山
- つくばウェルネスパーク セキショウチャレンジスタジアム / セキスタ
- GCCザスパーク（前橋市ローズタウンサッカー場） / ザスパ
- 影森グラウンド / 秩父影森
- NACK5スタジアム大宮（さいたま市大宮公園サッカー場） / NACK
- 埼玉スタジアム2002第2グラウンド / 埼スタ2
- 第一カッターフィールド（習志野市秋津公園サッカー場） / 秋フロ
- VONDSグリーンパーク / VGP
- 味の素フィールド西が丘（国立西が丘サッカー場） / 味フィ西
- 日本体育大学健志台グラウンド
- 神奈川県立保土ケ谷公園サッカー場 / 保土ケ谷
- 神奈川県サッカー協会フットボールセンターかもめパーク / かもめ
- 十日町市当間多目的グラウンドクロアチアピッチ / 十日町
- JAPANサッカーカレッジグラウンド
- 新潟聖籠スポーツセンター / 聖籠
- 時之栖スポーツセンター / 時之栖裾
- 磐田スポーツ交流の里・ゆめりあ / ゆめりあ
- 高槻市萩谷総合運動公園サッカー場 / 高槻萩谷
- 堺市立サッカー・ナショナルトレーニングセンター（J-GREEN堺）S1メインフィールド / JG堺S1
- 五色台運動公園（アスパ五色） / 五色台
- エディオンピースウイング広島（広島サッカースタジアム） / Eピース
- 島根県立サッカー場 / 島根県サ
- 新居浜市営サッカー場（グリーンフィールド新居浜） / GFN
- ありがとうサービス. 夢スタジアム / 夢スタ
- アシックス里山スタジアム（今治里山スタジアム） / アシさと
- PEACE STADIUM Connected by SoftBank / ピースタ

### サッカー・ラグビー兼用型
- 中標津町運動公園第1球技場 / 中標津G
- ユアテックスタジアム仙台（仙台スタジアム） / ユアスタ
- セイホクパーク石巻 石巻フットボール場 / セイホク
- みやぎ生協めぐみ野フットボール場（宮城県サッカー場）A・Bグラウンド / 宮城県
- ハワイアンズスタジアムいわき（いわきグリーンフィールド) / いわき
- アースケア敷島サッカー・ラグビー場（群馬県立敷島公園サッカー・ラグビー場） / 敷島
- 狭山赤坂の森公園多目的グラウンド / 狭山
- フクダ電子アリーナ(千葉市蘇我球技場） / フクアリ
- ニッパツ三ツ沢球技場（三ツ沢公園球技場） / ニッパツ
- 紫雲寺記念公園多目的運動広場 / 紫雲寺
- 長野Uスタジアム（南長野運動公園総合球技場） / 長野U
- サンプロ アルウィン（長野県松本平広域公園総合球技場） / 松本
- IAIスタジアム日本平（静岡市清水日本平運動公園球技場） / 日本平
- 静岡県草薙総合運動場球技場 / 草薙球技
- ヤマハスタジアム（磐田） / ヤマハ
- 石人の星公園球技場（遠州灘海浜公園球技場） / 石人の星
- 豊田スタジアム芝生広場 / 豊田芝生
- 豊田市運動公園球技場 / 豊田球
- 豊橋市民球技場 / 豊橋球技
- CSアセット港サッカー場（名古屋市港サッカー場）  / 名古屋港
- 新日本ガス球技メドウ（岐阜メモリアルセンター長良川球技メドウ） / 球メドウ
- グリーン・フィールド中池 / GF中池
- 三重交通G スポーツの杜 鈴鹿サッカー・ラグビー場（三重県営鈴鹿スポーツガーデン） / 三交鈴鹿
- 南津守さくら公園スポーツ広場 / 南津守G
- 鶴見緑地球技場 / 鶴見
- ヨドコウ桜スタジアム（長居球技場） / ヨドコウ
- ノエビアスタジアム神戸（御崎公園球技場） / ノエスタ
- 岡山県美作ラグビー・サッカー場 / 美作ラサ
- 高梁市神原スポーツ公園多目的グラウンド / 高梁神原
- サンフレッチェビレッジ広島第一球技場（広島広域公園第一球技場） / 広域第一
- 丸山公園多目的グラウンド
- 愛媛県総合運動公園球技場 / 愛媛球
- スカイフィールド富郷 / スカイ富
- 福岡県営春日公園球技場
- ベスト電器スタジアム（東平尾公園博多の森球技場） / ベススタ
- 駅前不動産スタジアム（鳥栖スタジアム） / 駅スタ
- いちご宮崎新富サッカー場（新富テゲバサッカースタジアム） / いちご
- 北薩広域公園多目的広場 / さつま北

### 陸上競技場
- 帯広の森陸上競技場 / 帯広
- 日鋼室蘭スポーツパーク（入江運動公園陸上競技場） / 室蘭入江
- キューアンドエースタジアムみやぎ（宮城スタジアム）
- 角田市陸上競技場 / 角田
- 弘進ゴム アスリートパーク仙台（仙台市陸上競技場） / 仙台市陸
- とうほう・みんなのスタジアム （福島県営あづま陸上競技場）/ とうスタ
- 誠電社WINDYスタジアム（福島市信夫ヶ丘競技場） / 信夫ヶ丘
- いわき陸上競技場 / いわき陸
- ひたちなか市総合運動公園陸上競技場 / ひたちな
- 前橋総合運動公園群馬電工陸上競技・サッカー場（前橋総合運動公園陸上競技・サッカー場） /前橋総合
- 熊谷スポーツ文化公園陸上競技場 / 熊谷陸
- 鴻巣市立陸上競技場 / 鴻巣
- 幸手総合公園陸上グラウンド / 幸手
- さいたま市浦和駒場スタジアム / 浦和駒場
- 川越運動公園陸上競技場 / 川越
- しらこばと運動公園競技場 / しらこばと
- ゼットエーオリプリスタジアム（市原緑地運動公園臨海競技場） / オリプリ
- 袖ケ浦市陸上競技場 / 袖ケ浦
- 成田市中台運動公園陸上競技場 / 成田中台
- 千葉県総合スポーツセンター東総運動場陸上競技場 / 東総
- 東金アリーナ陸上競技場 / 東金ア
- 鴨川市陸上競技場 / 鴨陸
- ふれあい坂田池公園陸上競技場 / 横芝光
- 国立競技場 / 国立
- 江東区夢の島陸上競技場 / 夢の島
- スピアーズえどりくフィールド（江戸川区陸上競技場） / えどりく
- 駒沢オリンピック公園総合運動場陸上競技場 / 駒沢
- 多摩市立陸上競技場 / 多摩
- AGFフィールド（東京スタジアム西競技場） / AGF
- 武蔵野市立武蔵野陸上競技場 / 武蔵野
- 稲城中央公園総合グラウンド
- 町田GIONスタジアム（町田市立陸上競技場）/ 町田
- 世田谷区立大蔵運動公園陸上競技場
- レモンガススタジアム平塚（平塚競技場）/ レモンS
- 大和市営大和スポーツセンター競技場（大和なでしこスタジアム） / 大和
- 相模原ギオンスタジアム（相模原麻溝公園競技場） / ギオンス
- 日産フィールド小机（小机競技場） / 小机
- 厚木市荻野運動公園競技場 / 荻野
- 南足柄市体育センター / 南足柄
- 富士山の銘水スタジアム（山梨県富士北麓公園陸上競技場） / 銘水スタ
- JITサイクルインクスタジアム（山梨県小瀬スポーツ公園陸上競技場） / JITス
- 韮崎中央公園陸上競技場 / 韮崎中央
- 十日町市陸上競技場 / 十日町陸
- 新発田市五十公野公園陸上競技場（グリーンスタジアムしばた） / 新発田陸
- 胎内市総合グラウンド陸上競技場 / 胎内
- デンカビッグスワンスタジアム（新潟スタジアム） / デンカS
- 新潟市陸上競技場 / 新潟市陸
- 長岡市営陸上競技場 / 長岡
- 柏崎市陸上競技場 / 柏崎市陸
- 魚津桃山運動公園陸上競技場 / 魚津桃山
- 長野市営陸上競技場 / 長野
- 佐久総合運動公園陸上競技場 / 佐久
- 伊那市総合運動場 / 伊那
- 御殿場市陸上競技場 / 御殿場
- 裾野市運動公園陸上競技場 / 裾野陸上
- 愛鷹広域公園多目的競技場 / 愛鷹
- 静岡県草薙総合陸上競技場 / 静岡陸上
- エコパスタジアム（静岡県小笠山総合運動公園 静岡スタジアム） / エコパ
- マルヤス岡崎龍北スタジアム / 岡崎龍北
- パロマ瑞穂スタジアム（名古屋市瑞穂公園陸上競技場） / パロ瑞穂
- 上野運動公園競技場 / 上野
- LA・PITA東員スタジアム（東員町スポーツ公園陸上競技場） / ラピスタ
- 東近江市布引運動公園陸上競技場 / 東近江
- 甲賀市陸上競技場（水口スポーツの森） / 甲賀
- 平和堂HATOスタジアム（彦根総合スポーツ公園陸上競技場） / HATO
- 亀岡運動公園競技場 / 亀岡
- 京都府南丹市園部公園陸上競技場 / 京都園部
- たけびしスタジアム京都（京都市西京極総合運動公園陸上競技場兼球技場） / たけびし
- 京都市西京極総合運動公園補助競技場 / 西京極補
- 京都府立山城総合運動公園太陽が丘陸上競技場 / 太陽が丘
- 高槻市立総合スポーツセンター陸上競技場 / 高槻総合
- ヤンマースタジアム長居（長居陸上競技場）/ ヤンスタ
- ヤンマーフィールド（長居第2陸上競技場）/ ヤンマーフィ
- 服部緑地陸上競技場 / 服部陸
- 万博記念競技場 / 万博
- 神戸総合運動公園ユニバー記念競技場 / ユニバー
- 兵庫県立三木総合防災公園陸上競技場 / 三木陸上
- 加古川運動公園陸上競技場 / 加古川陸
- ウインク陸上競技場（姫路市立陸上競技場） / ウインク
- JFE晴れの国スタジアム（岡山県総合グラウンド陸上競技場） / JFEス
- 岡山県笠岡陸上競技場 / 笠岡陸上
- 倉敷運動公園陸上競技場 / 倉敷陸上
- 岡山県津山陸上競技場 / 津山
- 備前市総合運動公園多目的競技場 / 備前
- Balcom BMW Stadium（広島総合グランド陸上競技場） / 広島総合
- ホットスタッフフィールド広島（広島広域公園陸上競技場）
- 呉市総合スポーツセンター陸上競技場 / 呉市総合
- 東広島運動公園陸上競技場 / 東広島
- 庄原市上野総合公園陸上競技場 / 庄原上野
- 福山通運ローズスタジアム（福山市竹ヶ端運動公園陸上競技場） / 福山通運
- 島根県立浜山公園陸上競技場 / 島根浜山
- 出雲健康公園多目的運動場 / 出雲健康
- ニンジニアスタジアム（愛媛県総合運動公園陸上競技場） / ニンスタ
- 北条スポーツセンター陸上競技場
- 西条市ひうち陸上競技場 / ひうち陸
- 黒崎播磨陸上競技場 in HONJO（北九州市立本城陸上競技場）
- 小郡市陸上競技場 / 小郡陸上
- 鳥栖市陸上競技場 / 鳥栖陸上
- SAGAスタジアム（SAGAサンライズパーク陸上競技場）
- 熊本市水前寺競技場 / 水前寺
- 阿蘇市農村公園あぴか陸上競技場 / 阿蘇
- 菊池市七城運動公園サッカー場 / 七城
- 宮崎市生目の杜運動公園陸上競技場 / 生目の杜
- 白波スタジアム（鹿児島県立鴨池陸上競技場） / 鴨池
- 国分運動公園陸上競技場 / 霧島国分
- 薩摩川内市総合運動公園陸上競技場 / 薩摩川内